# Strumigenys signeae
Strumigenys signeae är en myrart som beskrevs av Auguste-Henri Forel 1905. Strumigenys signeae ingår i släktet Strumigenys och familjen myror. Inga underarter finns listade i Catalogue of Life.